# Erasmus Darwin
Pour les articles homonymes, voir Darwin.
Erasmus Darwin (12 décembre 1731, Elston, Nottingham – 18 avril 1802, Breadsall, Derby) est un poète, médecin, botaniste et inventeur britannique. 70 ans avant les travaux de son petit-fils Charles Darwin — face au créationnisme alors dominant —, il amorce de façon significative les réflexions sur l'origine de la vie et son évolution.

## Biographie
Médecin, il exerce son art avec un grand succès à Lichfield. On a de lui un poème célèbre, le Jardin botanique, 1781, divisé en deux parties, intitulées : l'Économie de la végétation et les Amours des plantes, et un ouvrage fort original, la Zoonomie ou Lois de la vie organique, 1794 : il y classe les maladies de l'homme d'après une méthode analogue à celle adoptée par Carl von Linné pour les plantes, et les explique toutes par l'excitabilité, comme Thomas Brown.
Dans cet ouvrage, de même que dans le poème posthume The Temple of Nature, il expose des idées évolutionnistes. Sa curiosité le conduit à s'interroger sur les raisons de la présence de coquillages fossilisés présents au fond des mines ainsi que sur le développement des bactéries qu'il observe au microscope. Il en vient à remettre en cause la doctrine alors dominante du créationnisme.
Il fait jouer un rôle à la sélection sexuelle dans l'évolution des espèces, idée que son célèbre petit-fils soutiendra lui aussi.
Il est aussi franc-maçon.
 
Également inventeur dans divers domaines, il laisse cependant d'autres s'attribuer certaines de ses inventions, craignant pour sa réputation en tant que médecin. On lui attribue ainsi :
- le moulin à vent horizontal de Josiah Wedgwood (grand-père d'Emma Wedgwood, épouse de Charles Darwin) ;
- un type de chariot qui ne se renverse pas, conçu en 1766 ;
- une machine parlante, conçue en 1771 ;
- l'ascenseur à caisson du canal à charbon du Somersetshire ;
- un dispositif géométrique de liaison dans la direction d'un véhicule (1758), préfigurant la géométrie directionnelle d'Ackermann ;
- divers appareils de météorologie ;
- un puits artésien.

Erasmus Darwin a également mené des recherches sur les nuages.

## Œuvres
- Le Jardin botanique (Botanic Garden, 1781), divisé en deux parties : L'Économie de la végétation et les Amours des plantes.
- A System of Vegetables (entre 1783 et 1785)
- The Families of Plants (1787)
- La Zoonomie ou Lois de la vie organique (Zoonomia, 1794).
- A plan for the conduct of female education in boarding schools (1797)
- The Temple of Nature, poème scientifique posthume.

## Galerie

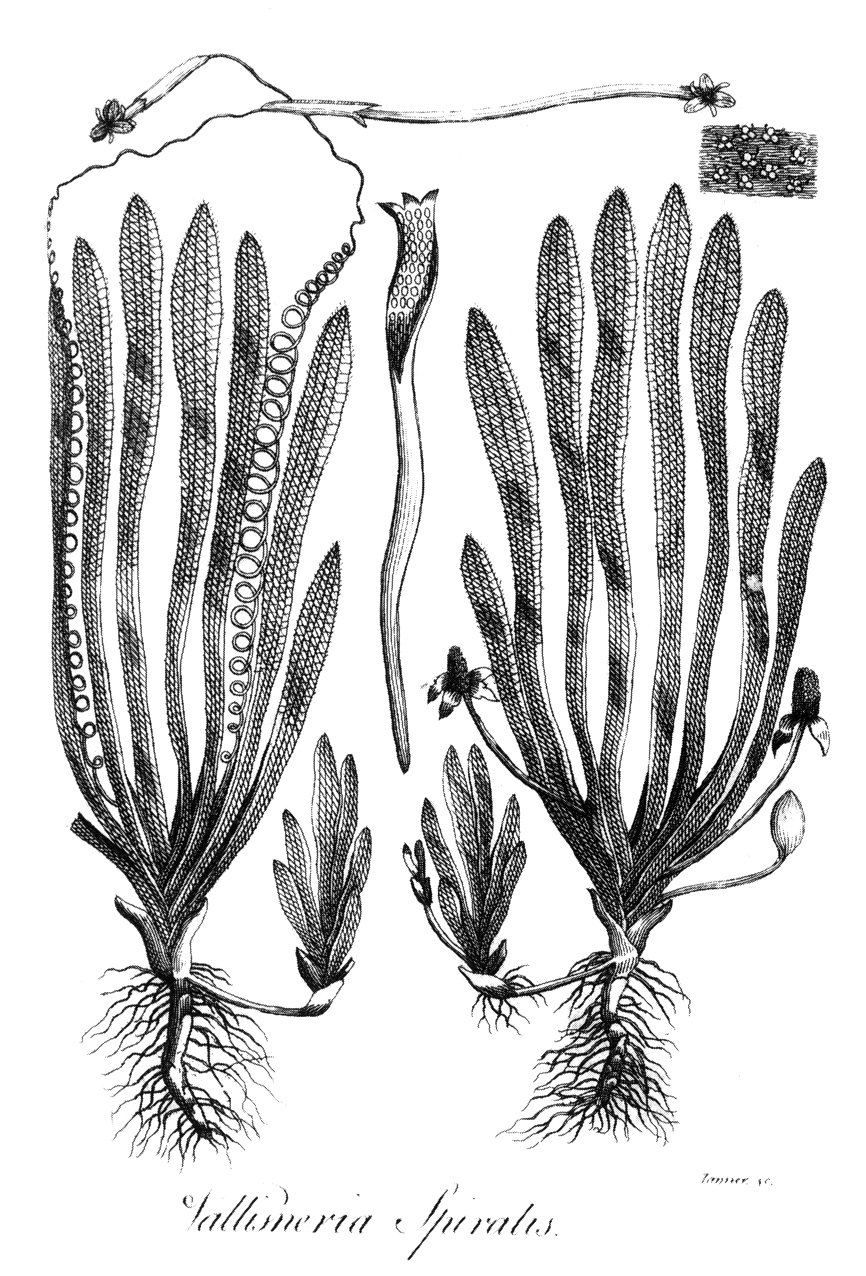
Jardin Botanique Érasme Darwin : Vallisneria spiralis (1789).
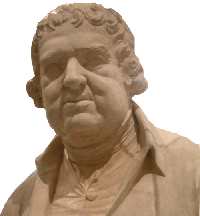
Buste d’Érasme Darwin.
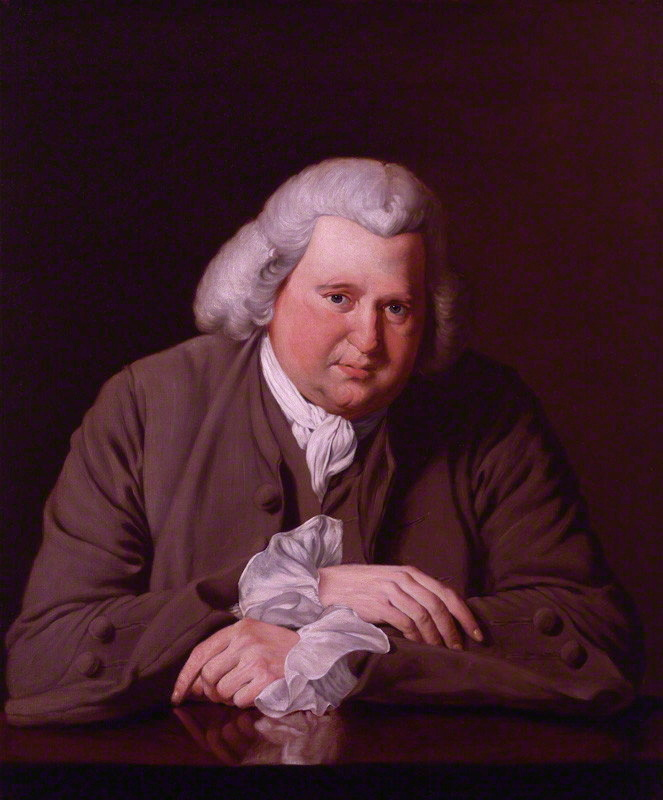
Erasmus Darwin par Joseph Wright (1770).
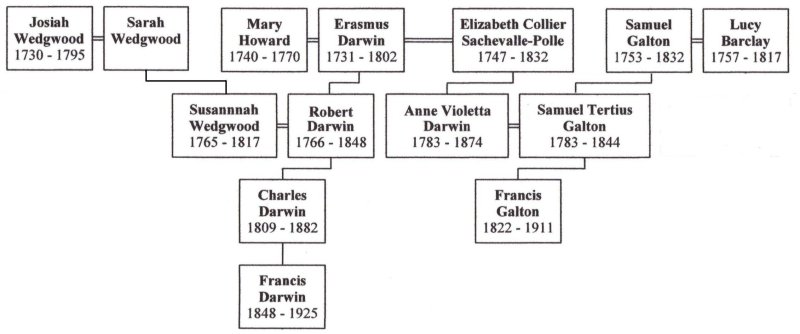
Arbre généalogique des plus célèbres descendants d'Érasme dont Charles Darwin.

## Dans la fiction
Les spéculations d'Erasmus Darwin ont inspiré le concours de poètes anglais de l'été 1816 d'où devait naître le roman de Mary Shelley Frankenstein (voir le début de la préface initale de Percy Shelley - 1817,  et le milieu de celle de Mary - 1831).
Il  a également été mis en scène comme « détective de l'occulte » dans plusieurs nouvelles fantastiques de Charles Sheffield parues entre 1978 et 2003, et dont la plupart ont été regroupées en français sous le titre Le Démon de Malkirk. L'Extraordinaire Dr Darwin. Accompagné de son acolyte, le colonel Jacob Pole, il enquête sur un animal-tueur immortel, un trésor englouti dans le Loch Ness, les travaux alchimiques d'Isaac Newton et autres énigmes de l'étrange.